# Худой мужчина (роман)
Худой мужчина (варианты: Худой, Тонкий человек; англ. The Thin Man) — детективный роман Дэшила Хэммета, опубликованный в 1934 году. Роман стал последней работой Хэммета, после которой он прекратил свою литературную деятельность.

## Сюжет
Действие происходит в Нью-Йорке времен сухого закона. Главными героями является бывший частный детектив Ник Чарльз и его молодая жена Нора. Ник, сын греческого иммигранта, оставил карьеру детектива после женитьбы и проводит большую часть своего времени напиваясь в отелях и спикизи. У Ника и Норы нет детей, но есть шнауцер по имени Аста. 
Чарльза, частью против его воли, затягивают в расследование убийства. Расследование приводит его в весьма гротескную семью Винантов и общество полицейских и членов городского дна. В процессе расследования Ник и Нора постоянно подшучивают друг над другом, сопровождая свои похождения обильными алкогольными возлияниями.

## Издания
Первое издание на русском языке вышло в 1991 году. Позднее роман был включен в многочисленные сборники, а также издавался фирмой «АСТ» в 2010 году под названием «Худой человек» (Хэммет Д. Стеклянный ключ. Худой мужчина = The Glass Key. The Thin Man. — Москва: АСТ, 2010. — 416 с. — (Золотая классика). — ISBN 978-5-17-060554-5.).

## Влияние
Несмотря на то, что книга не имела продолжений, она стала основой для целой серии фильмов, первый из которых также вышел в 1934 году. Радиосериал выпускался в 1941—1950 годах, телесериал вышел в 1950-х годах.
Герои романа Ник и Нора были спародированы в известном фильме Ужин с убийством (1976), где их играют Дэвид Нивен и Мэгги Смит соответственно.
Физик Роберт Сербер, участвовавший в Манхэттенском проекте, в рамках которого разрабатывались первые ядерные бомбы, в своих воспоминаниях утверждал, что дал плутониевой бомбе пушечного типа кодовое имя «Худыш» (англ. Thin Man), как отсылку к этому роману.

## Оценки
Роман вошёл в американскую версию «100 лучших детективных романов всех времен».

## Факты
- В фильмах собака главного героя породы шнауцер была заменена на жесткошерстного фокстерьера.
- Так как название «Худой мужчина» использовано для серии фильмов,  бытует ошибочное мнение, что оно относится к главному герою, когда как к Клайду Винанту, загадочному человеку, вокруг которого строится сюжет.